# سيمون وليامز (لاعب كريكت)
سيمون وليامز (3 سبتمبر 1970 في المملكة المتحدة - ) (بالإنجليزية: Simon Williams)‏ هو لاعب كريكت بريطاني. لعب مع Cambridgeshire County Cricket Club ‏ وKent Cricket Board ‏.

## وصلات خارجية
- سيمون وليامز على موقع إي آس بي آن كريك إنفو (الإنجليزية)